# برق كروي

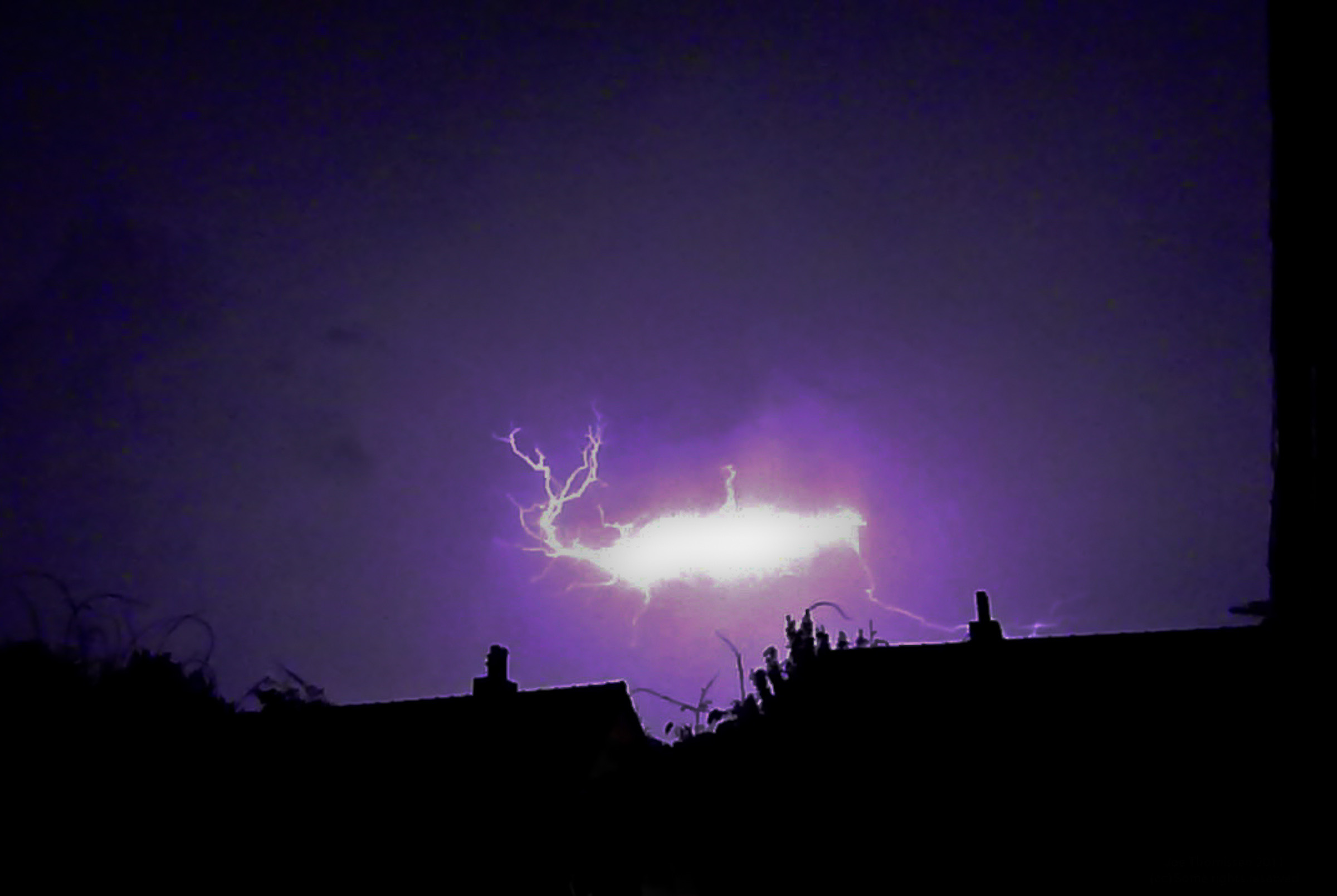

كرة البرق أو البرق الكروي هي ظاهرة يعتقد بأنها مناخية نادرة الحدوث وغير مفسرة بشكل جيد حتى الآن. بحسب تقارير الشهود تظهر كرة البرق في هيئة كرة ضوئية قد يتراوح قطرها بين عدة سنتمترات إلى بضعة أمتار، تحدث أثناء العواصف الرعدية وأحيانا بدونها.
تقترح أحد النظريات الحديثة بأن هذه الكرات البرقية تنشأ من تأين الهواء والغبار بجسيمات ألفا أثناء انحلال الردون في الجو الغابر.
من جهة أخرى فإن دراسة حديثة تشكك في صحة هذه الظاهرة بالشكل الذي رواه العديد من الشهود.
قام العديد من الأشخاص حول العالم بالإبلاغ عن مشاهدة البرق الكروي، وكانت جميع الشهادات التي ادلى بها هؤلاء الأشخاص متطابقة تقريبًا من حيث مواصفات كرة البرق مع العلم أنه لم تكن هناك أي صلة بين الشهود الذين ابلغوا عن هذه المواصفات.
حسب ما جاء من شهود عيان، تمت مشاهدة البرق الكروي في عدة مناسبات بألوان مختلفة منها الأحمر والأزرق والأصفر. ذكر الشهود بأن للبرق الكروي القدرة على دخول المباني والانفجار والتسبب في الحرائق، واصابة المحيطين به بصعقات كهربائية شديدة. كذلك أبلغ العديدون عن انبعاث رائحة تشبه رائحة الكبريت وقت اختفاء البرق الكروي.